# Herbert Ammann
Herbert Ammann (* 16. Mai 1948) ist ein Schweizer  Sozialpädagoge und Experte für Soziokulturelle Animation.

## Leben
Nach sechs Jahren Unterricht als Volksschullehrer auf allen Stufen wurde er 1977 zum Leiter des „Grundkurs Animator“ berufen. Diese Position hielt er bis 1989. Er entwickelte das Curriculum für die erste Ausbildung in soziokultureller Animation in der deutschsprachigen Schweiz und schuf ihr 1978 ein theoretisches Fundament. Wegen der grundlegenden Bedeutung von Partizipation für Animation konstituierte er für den Grundkurs Animator als erster Ausbildung auf der Tertiärstufe überhaupt inhaltliche studentische Mitbestimmung. National gründete er zusammen mit der Jugendarbeiter-Ausbildung und den beiden Ausbildungen „Animation socio-culturelle“ in Genf und in Lausanne 1984 die Schweizerische Koordination der Höheren Fachschulen für Soziokulturelle Animation (KOSSA), heute aufgegangen in der SASSA, Fachkonferenz Soziale Arbeit der Fachhochschulen Schweiz.
International war Ammann in der ELRA und der WLRA, European, bzw. World Leisure und Recreation Association in deren jeweiligen Kommissionen für Ausbildung aktiv tätig. So war er 1986 Mitherausgeber des „International Directory of Academic Institutions in Leisure, Recreation and Related Fields“. Er war Geschäftsleiter der Schweizerischen Gemeinnützigen Gesellschaft und von 1989 bis 2011 Präsident des Verwaltungsrates des Seismo Verlags.

## Politik
Als Leiter Fachfragen in der Pro Juventute war Ammann er an der Kampagne der sogenannten „versteckten Kinder“, Kinder ohne Aufenthaltsrecht, tätig, mit dem Ziel, ihnen Schulbesuch zu ermöglichen, ohne von Ausschaffung bedroht zu sein.
Als Präsident des Drogen-Chartarates und als Mitglied der Schweizerischen Kommission für Kinder- und Jugendfragen (EKJF) erarbeitete er wichtige Grundlagen für die damals liberale Drogenpolitik der Schweiz. Zentral war der Gedanke, das Korruptionspotential des illegalen Drogenmarktes, ca. 3 – 5 Mia CHF Umsatz allein im Jahr 1987, zu reduzieren.
2003 war er leitendes Mitglied des nationalen Abstimmungskommittes zu Schaffung eines nationalen gemeinnützigen Fonds aus den Goldreserven der Schweizerischen Nationalbank' SNB.

## Wissenschaft
Von 1990 bis 1993 war Ammann gelegentlich als wissenschaftlicher Berater für verschiedene Gremien der Regierung der Sowjetunion, danach Russlands und für die Akademie der Wissenschaft in Moskau tätig. In dieser Umbruchzeit half er mit, wissenschaftlich fundierte Handlungsmöglichkeiten, z. B. für die Entwicklung der Sozialpädagogik, der Privatisierung der Landwirtschaft oder der Föderalisierung der politischen Strukturen, zu entwickeln.
Als Geschäftsleiter der Schweizerischen Gemeinnützigen Gesellschaft (SGG) 1997–2013 schuf er ein wissenschaftliches Begriffssystem, das die verschiedensten Formen der Freiwilligkeit mit den Begriffen der Miliz, Gemeinnützigkeit und staatlichem Engagement in kohärente Beziehung zu setzen vermag. Dazu verfasste Ammann etliche Publikationen und veranstaltete Tagungen. Auf Ammanns Initiative schreibt die SGG seit 2003 ein eigenes Programm zur wissenschaftlichen Erforschung von Freiwilligkeit aus, und seit 2007 lässt sie ebenfalls von Ammann in die Wege geleitet, alle fünf Jahre den Freiwilligen-Monitor der Schweiz erheben. Als Berater nahm er zudem Einfluss auf den deutschen Freiwilligensurvey mit dem Ziel einer Vergleichbarkeit von Daten aus der Schweiz, aus Deutschland und Österreich.

## Werke

### Sachbücher
- Solidarität und eigene Position = kritische Solidarität in „Kaleidoskop Animation“. Verlag Pro Juventute, Zürich 1987
- Von Freiwilligkeit sei die Rede, Schweizerische Gemeinnützige Gesellschaft. Eigenverlag, 2000 Zürich
- mit Ruth Bachmann, Riccarda Schaller: Unternehmen unterstützen Freiwilligkeit. Seismo, 04, Zürich
- Freiwilligkeit zwischen liberaler und sozialer Demokratie. Seismo, 2004, Zürich. ISBN 978-3-03777-030-6
- mit Peter Farago (Hrsg.): Monetarisierung der Freiwilligkeit. Seismo 2006, Zürich
- Hrsg.: Grenzen-Los! Fokus Gemeinde, Freiwilliges Engagement in Deutschland, Österreich und der Schweiz. Seismo, 2011, Zürich

### Belletristik
- Die Leermondtänzer. Triga-Verlag, 1996, Gelnhausen
- Anekdoten und Reflexionen. 2 Bände. 2020, 2021. Eigenverlag, Kilchberg

| Personendaten    | Personendaten                          |
| ---------------- | -------------------------------------- |
| NAME             | Ammann, Herbert                        |
| KURZBESCHREIBUNG | Schweizer Soziologe und Sozialpädagoge |
| GEBURTSDATUM     | 16. Mai 1948                           |